# Burzovní index
Burzovní index je ukazatelem vývoje daného trhu jako celku, slouží ke sledování vývoje trhu v čase a jeho vývojovým tendencím. Protože burzovní index odráží jak současný stav vývoje trhu, tak i dlouhodobý vývoj trhu s jeho tendencemi, lze jej také použít jako určité měřítko úspěšnosti dlouhodobého vývoje investorova portfolia z hlediska výnosů. Každý burzovní či akciový, mimoburzovní trh má svůj vlastní index za jednotlivé druhy cenných papírů obchodovaných na trhu. Za nejdůležitější jsou považovány indexy akciové.

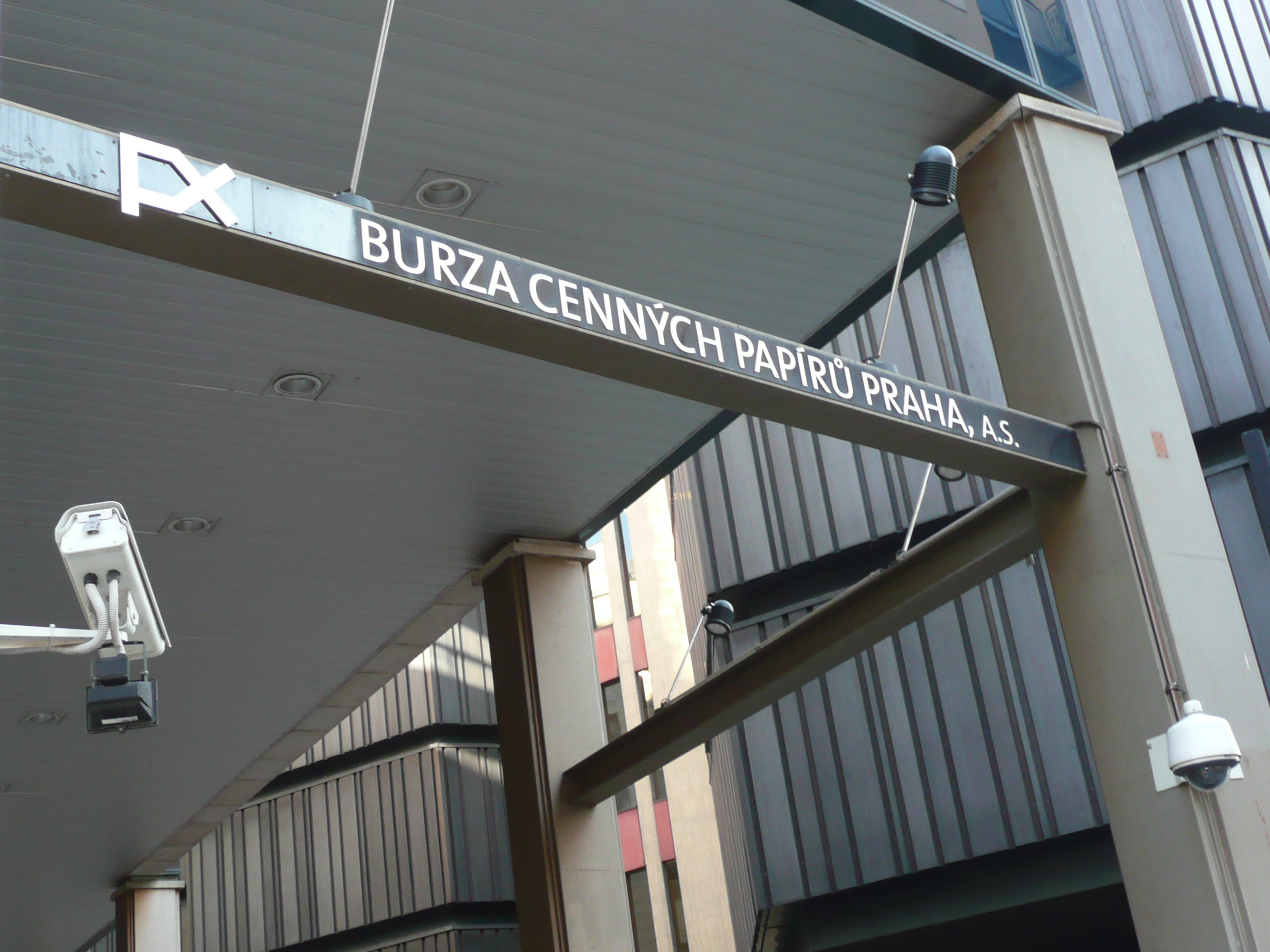
Burzovní palác, Burza cenných papírů Praha, a.s., Rybná 14, Praha 1

## Druhy indexů
1. Výběrové indexy obsahují významné akcie na daném trhu
2. Souhrnné indexy obsahují všechny akcie na daném trhu

## Burzovní indexy v ČR
V současné době je Index PX oficiálním indexem Burzy cenných papírů Praha, která je nejvýznamnější burzou v České republice.

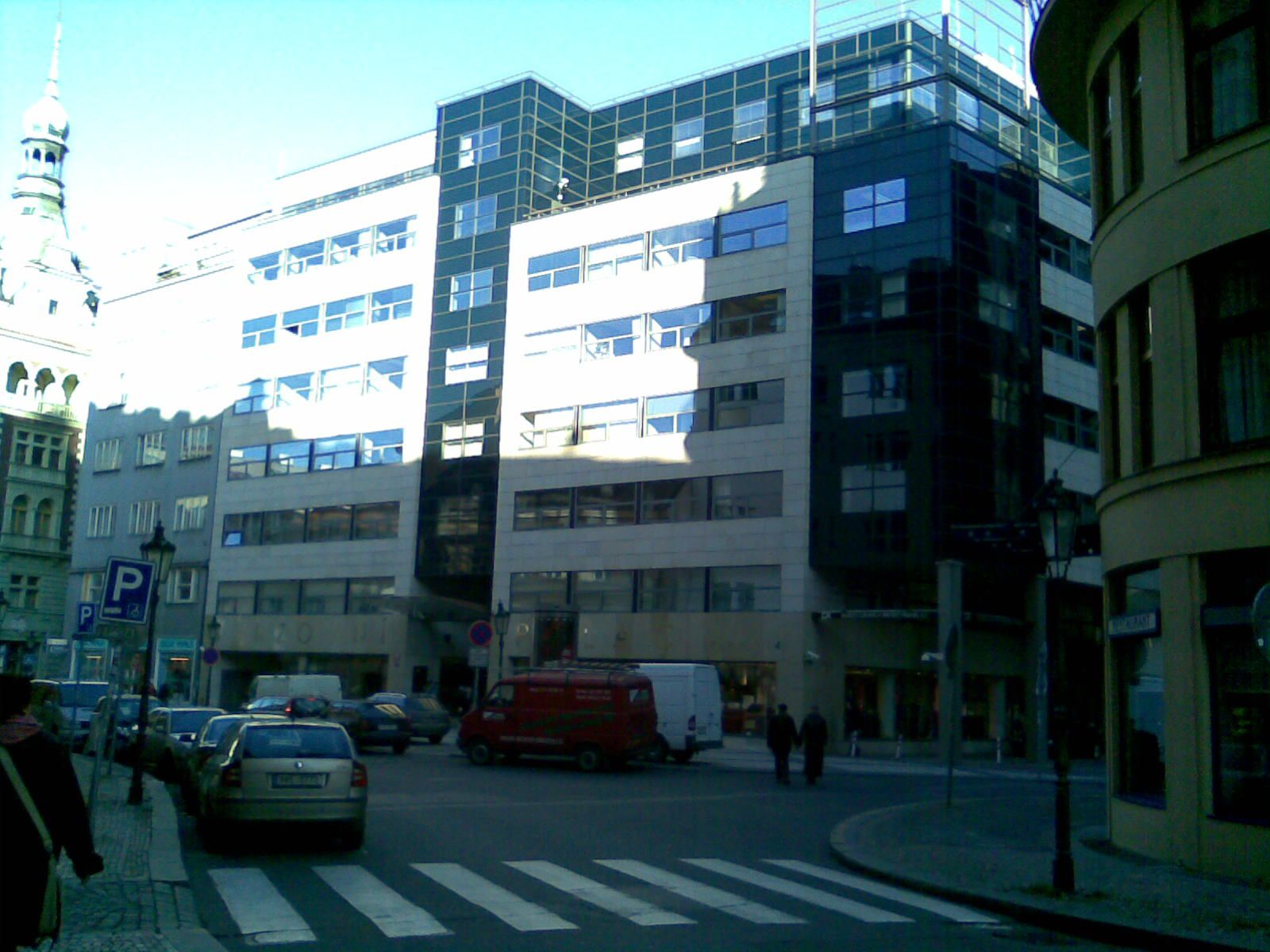
Burzovní palác, Burza cenných papírů Praha, a.s., Rybná 14, Praha1

Předchozími indexy byly PX 50 a PX-D. Nástupcem nejstaršího indexu burzy PX 50 se stal Index PX, jehož první výpočet v návaznosti na předchozí historické hodnoty indexu PX 50 byl proveden 20. 3. 2006. Den, kdy byl Index PX uveden na burzu, bylo do jeho báze zahrnuto 9 nejlikvidnějších emisí burzovního trhu. 5. duben 1994 se stal výchozím dnem pro výpočet PX indexu v sestavě báze obsahujících 50 emisí s nastavenou výchozí hodnotou indexu 1 000,0 bodu. Poté počet emisí v bázi indexu stále klesal. Tyto změny a její aktualizace prováděla Komise pro správu burzovních indexů. Začátek obchodování na Burze cenných papírů Praha byl ovlivněn ukončením první vlny privatizace a nástupem investorů na kapitálový trh, kdy v únoru 1994 index dosáhl na své historické maximum 1245 bodů. Tuto hranici se podařilo znovu překonat po 11 letech v roce 2005. Nejnižší hodnota, na kterou Index PX historicky poklesl 8. října 1999 na 316 bodů.Svého maxima dosáhl na 1936 bodech 29. 10. 2007, přičemž během tohoto dne se vyšplhal i na 1940 bodů, a však nakonec uzavíral na 1936 bodech. Jeho současná hodnota vypočtená ke dni 10. 12. 2008 byla 869,2 bodů.
Na RM-Systému byl od 3. dubna 1994 Index PK 30, jehož výchozí hodnota byla 1000 bodů. Bázi indexu PK 30 tvořilo třicet hlavních titulů. Od 17. 7. 2006 byl název PK 30 změněn na současný Index RM.
Index RM je indexem RM-SYSTÉMU, který se 1. prosince 2008 transformoval z mimoburzovního trhu na burzu cenných papírů. Jeho hodnota vypočtená ke dni 10.12.2008 byla 1 987,57 bodů.

### Vzorec pro výpočet Indexu PX
PX(t) = K(t) × M(t) / M(0) × 1000
- M(t) = tržní kapitalizace báze v čase t
- M(0) = tržní kapitalizace báze ve výchozím datu (5. 4. 1994 - 379 786,8 mil.Kč)
- K(t) = faktor zřetězení v čase t

Index PX je cenový index blue chip emisí.

## Nejznámější světové burzovní indexy
Mezinárodní význam jednotlivých burzovních indexů se odvíjí od významu, který příslušná burza z mezinárodního pohledu vykazuje. Největší význam je přisuzován burzám nadnárodním, hlavně akciovým.

### Evropa
Většina evropských burzovních indexů zahrnuje nejlepší společnosti na trhu s největší tržní kapitalizací. Zastoupení jednotlivých titulů v burzovním indexu je většinou čtvrtročně kontrolováno. Základním kritériem pro participaci těchto titulů je také tržní hodnota volně obchodovaného počtu akcií.
- EURONEXT 100
- NEXT 150
- Dow Jones EURO STOXX 50 je hlavním evropským burzovním indexem, který zahrnuje 50 nejúspěšnějších společností.
- SMI Swiss Market Index je švýcarským indexem a ukazuje vývoj 30 nejlikvidnějších a nejvýznamnějších společností (blue chip akcií), kontinuálně kótovaných Deutsche Börse.
- DAX Performance-Index je německým burzovním indexem, německé burzy ve Frankfurtu. Obsahuje 40 hlavních emisí trhu.
- FTSE 100 nazývaný také Footsie je hlavním indexem Spojeného království. Vznikl ve spolupráci s Financial Times a Institute and Faculty of Actuaries v roce 1984. Tento index popisuje vývoj 100 akcií s největší tržní kapitalizací. Je tedy rovněž vážen tržní kapitalizací.
- AEX Amsterodam Exchange Index je nizozemský akciový index.
- ATX Austrian Traded Index je indexem vídeňské burzy.
- CAC 40 Index je francouzským akciovým indexem se 40 akciovými tituly obchodovanými na burze v Paříži. CAC 40 Index je hodnotově vážený index.

### Severní Amerika
- Dow Jones Industrial Average (DJIA) je nejznámějším a nejsledovanějším indexem světa. Jedná se o nejstarší burzovní index pro kontinuální užití. Jeho představitelem byl v roce 1896 Charles H. Dow. DJIA Index zahrnuje 30 akcií nejvýznamnějších společností hlavního odvětví USA, tyto akcie jsou zapsány na burze v New Yorku. Jedná se o cenově vážený index s blue chip akciemi.
- S&P 500 Index a S&P 100 Index jsou hodnotově vážené indexy vybraných akcií na americkém trhu, jejich základem jsou vážené průměry kurzů daných akcií.
- NASDAQ 100 Index je významným americkým indexem mimoburzovního trhu. Zahrnuje nejen domácí, ale i zahraniční akcie, které jsou zapsány na tomto trhu. NASDAQ 100 Index je hodnotově vážený index.

### Jižní Amerika
- BOVESPA Index tento brazilský akciový index zahrnuje 68 společností.

### Asie
V Asii se přisuzuje v současné době největší význam burzám v Japonsku, dále Hongkongu a Singapuru.
V Japonsku existují 2 hlavní indexy:
1. Nikkei 225 je indexem firmy Nihon Keizai Shimbun Inc., zabývající se finančními informacemi, tento index je cenově vážený a zahrnuje 225 největších a nejvýznamnějších společností z První Sekce.
2. TOPIX zahrnuje všechny akcie obchodované v tzv. První Sekci tokijské burzy, jedná se o hodnotově vážený index.

- HSI Hang Seng Index zahrnuje 35 akciových titulů, které jsou kótovány na burze v Hongkongu, jedná se o hodnotově vážený index.
- Singapore Straits Time Index (STI) jedná se o singapurský akciový index s 30 akciovými tituly, které se obchodují na burze v Singapuru.
- NIFTY 50 Index je nejdůležitějším indickým indexem zahrnujícím 50 akciových titulů z 24 oborů. Jeho hlavním váhové kritérium je likvidita akcií.

### Afrika
- FTSE/JSE Africa Top 40 Index je jihoafrickým indexem.V tomto indexu zaujímají velké postavení finanční instituce jako banky a pojišťovny. Zahrnuje 40 titulů s největší tržní kapitalizací. Tyto tituly jsou kotovány na burze v Johannesburgu.

### Austrálie
- S&P/ASX 200 Index je významným australským akciovým indexem, který obsahuje 200 titulů.

### Globální indexy
- MSCI World Index obsahuje kolem 1 500 akcií z 23 zemí světa.
- Dow Jones Global Titans 50 Index je globálním indexem popisující vývoj 50 největších multinacionálních podniků různých odvětví ve světě.

## Metody konstrukce burzovního indexu
Metody konstrukce burzovního indexu lze aplikovat třemi způsoby:
- cenově vážené indexy – zde se hodnota indexu odvíjí od cen jednotlivých akcií dáného indexu. S rostoucí cenou akcií společnosti je více hodnota indexu ovlivňována. U těchto indexu se nepočítá s objemem obchodovaných akcií. Tímto způsobem je konstruován například Dow Jones Industrial Average.
- hodnotově vážený index – hodnota indexu je ovlivňována tak, že každá akcie je v tomto typu indexu vážena svou tržní kapitalizací na celkové tržní hodnotě firem
- index se stejnými vahami – hodnota indexu, je založena na principu portfolia, kde každá akcie má stejnou váhu. Tato metoda konstrukce indexu není příliš rozšířena.

Kalkulace téměř všech burzovních indexů probíhá v reálném čase, s frekvencí od každých 15 sekund po maximálně 1 minutu. Rozhodnutí o frekvenci kalkulace indexu závisí na jednotlivé burze.

## Indexové certifikáty
Indexové certifikáty jsou investičním nástrojem pro efektivní diverzifikaci investičního portfolia, riziko je zde eliminováno než kdyby investor nakupoval jednotlivé akcie. Podkladovým aktivem těchto instrumentú jsou burzovní indexy, jejichž cena se přesně odvíjí od vývoje podkladového indexu. Poměr odběru určuje vztah ceny k hodnotě indexu. Výhodou certifikátů je jejich likvidita, investor může kdykoli certifikát koupit či odprodat.